# Bibi et Tina, le film
Série Bibi et Tina
Bibi et Tina : Complètement ensorcelée !
(2014)
Pour plus de détails, voir Fiche technique et Distribution.
Bibi et Tina, le film (Bibi & Tina ou Bibi & Tina – der Film) est un film musical et fantastique allemand réalisé par Detlev Buck en 2014. Il est basé sur les séries radiophoniques pour enfants Bibi et Tina, elle-même basée sur les aventures de la sorcière Bibi Blocksberg et de son amie Tina créées par Elfie Donnelly. La sortie a eu lieu le 6 mars 2014 dans les salles allemandes et tardivement le 15 avril 2017 dans les pays francophones, uniquement en VOD.

## Synopsis
Bibi Blocksberg séjourne au centre équestre de son amie Tina Martin pendant les vacances d'été. Cette année, il y aura une course de chevaux particulière qui sera organisée par le comte Falko. Les deux amis s'attirent des ennuis lorsque Sophia von Gelenberg, la cousine d'Alexandre, apparaît au château et tente de le convaincre d'aller étudier dans un internat l'année prochaine. Parallèlement, un homme d'affaires nommé Hans Kakmann souhaite acheter le poulain Socrate, appelé "chaussette". Bibi, Tina et Alexandre découvre qu'il n'est pas aussi bon qu'il ne le laisse paraître. Bien que Bibi tente d'influencer ces événements à travers sa sorcellerie, ses efforts mettent à l'épreuve son amitié avec Tina.
Lors d'une course de chevaux, Bibi doit finalement décider si elle veut se battre d'abord pour son amitié avec Tina ou pour le poulain.

## Fiche technique
Sauf indication contraire, les informations mentionnées dans cette section peuvent être confirmées par la base de données cinématographiques IMDb,  présente dans la section « Liens externes ».
- Titre original : Bibi & Tina
- Titre français : Bibi et Tina, le film
- Réalisation : Detlev Buck
- Scénario : Bettina Börgerding, développé par Wenka von Mikulicz, d'après les séries radiophoniques Bibi et Tina
- Direction artistique : Sabine Engelberg
- Décors : Tom Hecker
- Costumes : Ingken Benesch
- Photographie : Marc Achenbach
- Musique : Ulf Leo Sommer, Daniel Faust et Peter Plate
- Montage : Virginia Katz
- Production : Detlev Buck, Christoph Daniel, Marc Schmidheiny et Sonja Schmitt ; Claus Boje, Joel Brandeis et Dario Suter (co-production) ; Jan Brandt (production exécutive)
- Sociétés de production : DCM Productions ; Boje Buck Produktion, Kiddinx Entertainment et Zweites Deutsches Fernsehen (ZDF) (coproduction)
- Sociétés de distribution : DCM Film Distribution (Allemagne), Filmladen (Autriche), Just Film Distribution (Pays-Bas - 2016)
- Budget:
- Pays d’origine :  Allemagne
- Langue originale : allemand et anglais (chansons)
- Format : couleur - 1.77:1 - son Dolby Digital
- Genres : Fantastique, Musical, Comédie
- Durée : 97 minutes
- Dates de sortie : 
  - Allemagne : 6 mars 2014
  - reste du  : 15 avril 2017[1]
- Dates de sortie DVD/Blu-Ray :
  - Allemagne : 5 septembre 2014

## Distribution

### Acteurs principaux
- Lina Larissa Strahl (VF : Camille Donda) : Bibi Blocksberg
- Lisa-Marie Koroll (VF : Zina Khakhoulia) : Tina Martin
- Louis Held (VF : Gauthier Battoue) : Alexandre de Falkenstein (Alexander von Falkenstein)
- Ruby O. Fee (VF : Adeline Chetail) : Sophia de Gelenberg (Sophia von Gelenberg)
- Fabian Buch (VF : Donald Reignoux) : Roger Martin (Holger Martin)
- Winnie Böwe (VF : Anne Rondeleux) : Susanne Martin
- Charly Hübner (VF : Pierre-François Pistorio) : Hans Kakmann
- Michael Maertens (VF : Stéphane Ronchewski) : Comte Falko de Falkenstein (Graf Falko von Falkenstein)

### Acteurs secondaires
- Martin Seifert (VF : Jean-Claude Donda) : Dagobert
- Max von der Groeben : Freddy
- Detlev Buck : Dr Écureuil (Dr Eichhorn)

## Chansons du film
Note : les chansons sont interprétées intégralement en anglais pour les versions étrangères. Elles le sont en allemand et/ou en anglais pour la version originale.
- Bibi & Tina - Roger
- Ich will mehr / I Want More - Kakmann
- Einen wunderbaren guten Morgen / A Wonderful Day - Susanne
- Mädchen auf dem Pferd / The Girl On The Horse - Freddy
- Ordinary Girl - Sophia
- Up, Up, Up (Nobody's Perfect) - Bibi
- Tür auf / Open Up -  Bibi
- Alles geht / Doesn't Wait - Roger
- Bibi & Tina (Reprise) - Roger
- Mädchen auf dem Pferd / The Girl On The Horse (Reprise) - Freddy
- Up, Up, Up (Nobody's Perfect) (Reprise) - Bibi

## Production
La production cinématographique a été soutenue par le Medienboard Berlin-Brandenburg, le Mitteldeutsche Medienförderung (institution régionale de financement de films des Länder de Saxe, de Saxe-Anhalt et de Thuringe)
et par la Filmförderung Hamburg Schleswig Holstein.
Detlev Buck a mis en scène Bibi et Tina comme une histoire pop musicale dans laquelle les personnages chantent. La musique du film a été composée par Ulf Leo Sommer, Daniel Faust et Peter Plate.

### Tournage
Le tournage a eu lieu pendant trois semaines au château de Vitzenburg près de Querfurt dans le sud de la Saxe-Anhalt ainsi que dans le Brandebourg et le Schleswig-Holstein.  Dans le film, le château est la résidence du comte de Falkenstein.

## Suites
Le tournage de la suite intitulée Bibi et Tina : Complètement ensorcelée !, de nouveau dirigé par Detlev Buck, a commencé le 14 juillet 2014.
La sortie en salle a eu lieu le 25 décembre 2014. Une troisième partie, Bibi et Tina : Filles contre Garçons, est sortie le 21 janvier 2016. Une quatrième partie intitulée Bibi & Tina : Quel Tohubohu a également été mise en scène par Detlev Buck et sortie le 23 février 2017 dans les salles allemandes. Les trois premières aventures de Bibi et Tina sont sorties le 15 avril 2017 en VOD dans le reste du monde.